# 島津海空
島津海 空（しまづうみ そら、1996年5月18日 - ）は、鹿児島県西之表市出身で、放駒部屋（入門時は松ヶ根部屋、一時二所ノ関部屋）に所属する大相撲力士。本名は中園 空（なかぞの そら）。身長176.0cm、体重162.0kg、血液型はA型。最高位は西前頭12枚目（2024年3月場所）。好きな歌手はNOBU。好物は白米。好きなTVドラマは『スーパーナチュラル』。

## 来歴
種子島の出身で、幼少期には実家の手伝いで素潜り漁をしたこともある。相撲が盛んな土地柄故に小学校1年次から廻しを締めて地域の大会に出場したこともあるが、中学校時代はバスケットボールに打ち込んでいた。しかし、父親が大相撲の元大関・若嶋津（9代松ヶ根→12代二所ノ関→17代荒磯）と知り合いだったことから中学校3年次の夏に勧誘を受け、招待されて観戦した2011年11月場所の相撲を見たことで「これが本当の男だ」と感動し、相撲未経験ながら中学校卒業と同時に松ヶ根部屋（2014年12月に二所ノ関部屋に改称）に入門した。初土俵は2012年3月場所で、初土俵同期生には大砂嵐、大喜鵬、極芯道らがいる。
入門当初は四つ相撲を取ったが柔道の癖で投げに頼っていたため1年で伸び悩み、序二段と三段目を往復する時期が続いた。そんな時に師匠の12代二所ノ関から「モロ差しを狙え」とアドバイスを受けたことで、番付は三段目の上位まで上がった。18歳の時に元玉乃島の放駒親方と元玉力道の二所ノ関親方（後の松ケ根親方）が部屋に移籍した。元玉乃島が稽古場で胸を出し、もろ差しを得意としていた元玉力道が分かりやすく技術を教えてくれた。2015年7月場所は、場所前の稽古で網膜剥離を発症して6月17日に手術を受けた直後だったが強行出場し、3勝を挙げている。2016年に入ると、元関脇・琴錦の相撲を参考に速攻相撲を磨き、同年7月場所で新幕下に昇進した。西三段目2枚目に番付を下げていた2017年3月場所の前には「右を差したいなら、左を先につく。ケツはもうちょっと上げろ。これで行くんだよ」と助言され、これが番付を上げる転機となった。場所では初日から6連勝としたが、勝てば三段目優勝の一番で玉金剛に敗れて優勝を逃した。この敗戦を機にジム通いを始めたことで、東幕下29枚目まで番付を上げた5月場所は6勝1敗と大きく勝ち越した。それにより翌7月場所では西幕下11枚目まで番付を上げたが、場所前の6月30日に行われた二所ノ関一門の連合稽古で右膝の半月板を損傷し、手術を受けたため全休した。その後1年かけて番付を戻したが、2018年11月場所の3番相撲で右膝を再び痛めたため、場所後に半月板のクリーニング手術を受けた。この影響で2019年1月場所と3月場所は全休になった。怪我からの復帰後は2019年11月場所で1度負け越しているが、2021年1月場所で東幕下4枚目まで番付を上げている。2021年5月場所から、師匠の四股名の「島津」と故郷の海にちなんだ「島津海」に改名した。
師匠の代替わりに伴って放駒部屋所属となった2022年1月場所は西幕下2枚目の地位で土俵に上がり、4勝3敗で場所後には新十両が決定した。鹿児島県出身では戦後33人目。新十両会見では「もうちょっと前に上がって、上で活躍して花を添える形にしたかったけど、最後こういう形にできて良かった」と、場所中に先代師匠の17代荒磯が日本相撲協会の停年を迎えたことに触れつつ喜んだ。会見に同席した部屋を継承したばかりの18代放駒は「上がるのは時間の問題だと思っていた」としつつも「正々堂々、真っ向勝負でファンの方が喜んでくれる相撲を取って欲しい」と期待を込めた。
2024年1月場所で新入幕。新入幕会見では「（出世は）早くないし、各段優勝もないし、十両で2桁（白星）もない。でも、コツコツやれば番付を上げていける。将来的には三役を目指したい」と抱負を語った。場所では12日目に勝ち越しを確定させた。14日目終了時点で9勝を挙げていたため、千秋楽の三賞選考委員会では、千秋楽の取組に勝てば敢闘賞と決定したが、明生に敗れて敢闘賞受賞はならなかった（14日目から連敗）。千秋楽後、「十両でも9番しか勝てず、2桁勝利に届かなかった。相撲も、気持ちの面も、まだまだ足りないということ」と今後の課題を口にした。3月場所は最高位を西前頭12枚目まで更新したが、4日目から「左腓腹筋不全断裂」「約3週間の通院加療を要する見込み」との診断書を協会に提出して途中休場。
2024年7月場所前には、出身者である自身との縁で、種子島では初となる相撲部屋の合宿となる放駒部屋合宿が開催された。3場所ぶりの皆勤場所となったその7月場所は西十両10枚目まで番付を下げたが、千秋楽に10勝目を挙げ、自身初の2桁勝利となった。9月場所は6勝5敗4休だが、11月場所は番付運に恵まれてわずか半枚降下に留まった。しかし11月場所では6日目まで3勝3敗の後7日目から7連敗、最終2日は連勝したものの5勝10敗に終わる。
東十両10枚目で迎えた2025年1月場所、3日目時点で2勝1敗としながら4日目から9連敗、13日目に幕下荒篤山戦で10日ぶりの白星を挙げたものの、残る2日間幕下の日翔志、大辻に連敗し3勝12敗、3年ぶりの幕下陥落となる。東幕下3枚目となった3月場所は全休し、5月場所は西幕下43枚目まで番付を下げたものの5場所ぶりに勝ち越す。

## 人物
- 父親は地元の草相撲の強豪力士だった。そのため現役時代の大関若嶋津と相撲を取る機会があり、この時の縁が自身の松ヶ根部屋入門に繋がった[3]。
- 2017年3月場所で三段目優勝を逃した玉金剛戦は非常に屈辱的に感じたようで、翌場所までの間のトレーニングの際は必ずその取組の映像を見て、自らの闘志を燃やしていたという[18]。
- 2017年5月場所で、同じ一門に所属する横綱稀勢の里の付け人を務めた。稀勢の里は自身と同じ中卒たたき上げの力士でもあり、付け人業を通じて稀勢の里に対する尊敬の念を深めた[18]。
- 十両昇進後の2022年3月場所より出身地の「鹿児島県種子島出身」とアナウンスされるようになった。2012年5月場所から2022年1月場所までのアナウンスは「鹿児島県西之表市出身」。本人によると「西之表市出身」ではファンにしてみればピンと来ないためであるとのこと[12]。

## 取り口
得意手はもろ差し、寄り。新十両会見において18代放駒は前に出る力とスピードを長所として挙げ、ぶつかり稽古でよく胸を出した兄弟子の松鳳山の存在が十両昇進を射止めた要因として指摘した。新入幕会見の際は「技能賞を取ります!」と相撲の技術に自信を示し、師匠の18代放駒もこれには「敢闘賞じゃなくて?」と聞くも本人は「技能です」とブレなかった。

## 主な成績
2025年7月場所終了現在
- 通算成績：349勝292敗58休（80場所）
- 幕内成績：9勝10敗11休（2場所）

| | 一月場所 初場所（東京）   | 三月場所 春場所（大阪）  | 五月場所 夏場所（東京） | 七月場所 名古屋場所（愛知） | 九月場所 秋場所（東京） | 十一月場所 九州場所（福岡） |
| --- | ------------------------- | ------------------------ | ----------------------- | --------------------------- | ----------------------- | --------------------------- |
| 2012年 （平成24年） | x                         | （前相撲）               | 東序ノ口14枚目 5–2      | 東序二段69枚目 4–3          | 東序二段39枚目 4–3      | 東序二段18枚目 4–3          |
| 2013年 （平成25年） | 西三段目99枚目 3–4        | 西序二段12枚目 2–5       | 東序二段54枚目 4–3      | 東序二段28枚目 5–2          | 西三段目95枚目 5–2      | 西三段目62枚目 3–4          |
| 2014年 （平成26年） | 西三段目78枚目 休場 0–0–7 | 東序二段39枚目 5–2       | 西序二段2枚目 3–4       | 東序二段24枚目 4–3          | 西序二段5枚目 5–2       | 東三段目70枚目 5–2          |
| 2015年 （平成27年） | 東三段目39枚目 3–4        | 東三段目54枚目 3–4       | 西三段目74枚目 6–1      | 東三段目20枚目 3–4          | 東三段目37枚目 4–3      | 東三段目21枚目 2–5          |
| 2016年 （平成28年） | 西三段目48枚目 4–3        | 西三段目21枚目 4–3       | 東三段目11枚目 4–3      | 東幕下60枚目 3–4            | 東三段目12枚目 2–5      | 東三段目40枚目 5–2          |
| 2017年 （平成29年） | 東三段目13枚目 4–3        | 西三段目2枚目 6–1        | 東幕下29枚目 6–1        | 西幕下11枚目 休場 0–0–7     | 東幕下51枚目 4–3        | 東幕下41枚目 3–4            |
| 2018年 （平成30年） | 西幕下52枚目 4–3          | 東幕下44枚目 5–2         | 東幕下27枚目 5–2        | 西幕下16枚目 5–2            | 東幕下8枚目 3–4         | 西幕下16枚目 3–4            |
| 2019年 （平成31年 /令和元年） | 西幕下25枚目 休場 0–0–7   | 西三段目5枚目 休場 0–0–7 | 西三段目65枚目 6–1      | 東三段目10枚目 5–2          | 西幕下51枚目 5–2        | 東幕下36枚目 3–4            |
| 2020年 （令和2年） | 西幕下42枚目 4–3          | 東幕下33枚目 4–3         | 感染症拡大 により中止   | 西幕下27枚目 4–3            | 西幕下18枚目 5–2        | 東幕下9枚目 5–2             |
| 2021年 （令和3年） | 東幕下4枚目 3–5           | 西幕下10枚目 4–3         | 東幕下8枚目 4–3         | 西幕下5枚目 2–6             | 西幕下16枚目 5–2        | 東幕下6枚目 4–3             |
| 2022年 （令和4年） | 西幕下2枚目 4–3           | 西十両13枚目 8–7         | 東十両10枚目 7–8        | 東十両10枚目 5–4–6          | 東十両10枚目 6–9        | 東十両13枚目 8–7            |
| 2023年 （令和5年） | 西十両11枚目 9–6          | 西十両7枚目 8–7          | 西十両6枚目 8–7         | 西十両3枚目 5–10            | 東十両6枚目 9–6         | 西十両2枚目 9–6             |
| 2024年 （令和6年） | 東前頭17枚目 9–6          | 西前頭12枚目 0–4–11      | 西十両7枚目 5–8–2       | 西十両10枚目 10–5           | 西十両4枚目 6–5–4       | 東十両5枚目 5–10            |
| 2025年 （令和7年） | 東十両10枚目 3–12         | 東幕下3枚目 休場 0–0–7   | 西幕下43枚目 4–3        | 西幕下33枚目 5–2            | x                       | x                           |
| 各欄の数字は、「勝ち-負け-休場」を示す。 優勝 引退 休場 十両 幕下 三賞：敢=敢闘賞、殊=殊勲賞、技=技能賞 その他：★=金星 番付階級：幕内 - 十両 - 幕下 - 三段目 - 序二段 - 序ノ口 幕内序列：横綱 - 大関 - 関脇 - 小結 - 前頭（「#数字」は各位内の序列） |                           |                          |                         |                             |                         |                             |

### 幕内対戦成績
| 力士名 | 勝数 | 負数 | 力士名   | 勝数 | 負数 | 力士名 | 勝数 | 負数 | 力士名 | 勝数 | 負数 |
| ------ | ---- | ---- | -------- | ---- | ---- | ------ | ---- | ---- | ------ | ---- | ---- |
| 碧山   | 1    | 0    | 阿武咲   | 0    | 1    | 王鵬   | 1    | 0    | 大の里 | 0    | 1    |
| 琴勝峰 | 1    | 0    | 佐田の海 | 1    | 1    | 宝富士 | 1    | 0    | 美ノ海 | 1    | 1    |
| 剣翔   | 0    | 1    | 友風     | 0    | 1    | 錦富士 | 0    | 1(1) | 武将山 | 1    | 0    |
| 御嶽海 | 1    | 0    | 妙義龍   | 1    | 0    | 明生   | 0    | 1    | 竜電   | 0    | 1    |

## 改名歴
- 中園 空（なかぞの そら）2012年3月場所 - 2021年3月場所
- 島津海 空（しまづうみ -）2021年5月場所 -